# La Relation matrimoniale
Pour plus de détails, voir Fiche technique et Distribution.
La Relation matrimoniale (夫婦善哉, Meoto zenzai) est un film de Shirō Toyoda, sorti en 1955 et adapté du roman homonyme de Sakunosuke Oda.

## Synopsis
Un homme faible, paresseux et égoïste, fils de grand négociant d’Osaka, et sa maîtresse, geisha modeste mais débrouillarde, gardent leur amour malgré de nombreux écueils et l’opposition acharnée de la famille du jeune homme. « La femme est sérieuse mais peut-être n'a-t-elle, comme le pense la famille du jeune homme, aucun autre choix possible ».

## Fiche technique
- Titre du film : La Relation matrimoniale
- Titre alternatif : Un couple parfait[2]
- Titre original : 夫婦善哉 (Meoto zenzai?)
- Réalisation : Shirō Toyoda
- Scénario : Toshio Yasumi (ja), d'après le roman de Sakunosuke Oda
- Photographie : Mitsuo Miura
- Montage : Kōichi Iwashita (ja)
- Décors : Kisaku Itō (ja)
- Musique : Ikuma Dan
- Producteur : Ichirō Satō
- Société de production : Tōhō
- Pays de production :  Japon
- Langue originale : japonais
- Format : noir et blanc — 1,37:1 — 35 mm — son mono
- Genre : comédie dramatique
- Durée : 121 minutes (métrage : 13 bobines - 3 299 m[3])
- Date de sortie :
  - Japon : 13 septembre 1955[3]

## Distribution
- Hisaya Morishige : Ryukichi
- Chikage Awashima : Choko
- Yōko Tsukasa : Fudeko
- Makoto Kobori : Ihei
- Haruo Tanaka : Chosuke
- Eiko Miyoshi : Otatsu
- Chieko Naniwa : Okin
- Kyū Sazanka (en) : Kyōichi, le mari de Fudeko

## Commentaire
Grand adaptateur d'œuvres célèbres de la littérature contemporaine japonaise, Shirō Toyoda, contrairement à Mikio Naruse avec Fumiko Hayashi ou Akira Kurosawa avec Shūgorō Yamamoto, ne s'est attaché à aucun auteur particulier. Il passe d'un écrivain à l'autre, en essayant d'extraire les romans les plus représentatifs. Toutefois, très souvent, les scénarios de Shirō Toyoda illustrent des situations où l'homme est d'un caractère plutôt faible et la femme, tout au contraire, d'un fort tempérament.
Les actrices qui ont merveilleusement incarné ces rôles de femmes fortes sont, en particulier, Chikage Awashima et Hideko Takamine (Un homme en extase/ Kokotsu no hito, 1973), tandis que l'acteur qui correspond le mieux à ce personnage d'homme faible gouverné par les femmes, issu de la tradition du nimaime dans le théâtre kabuki, serait Hisaya Morishige.
Contemporain de Nuages flottants de Mikio Naruse, le film de Shirō Toyoda traite, comme ce dernier, d'une histoire très représentative, selon Tadao Satō, de la tradition japonaise. Mais, là où « Nuages flottants est un drame, La Relation matrimoniale est une comédie. Ce sont deux manières différentes d'aborder le thème des relations fatales. » (Tadao Sato, op. cité) Quoi qu'il en soit, les deux films eurent, à leur époque, beaucoup de succès, même si une partie de la critique japonaise les estimèrent plutôt "rétrogrades".

## Récompenses
Sauf indication contraire, les informations mentionnées dans cette section peuvent être confirmées par la base de données cinématographiques IMDb,  présente dans la section « Liens externes ».
- 1956 : prix Blue Ribbon du meilleur réalisateur pour Shirō Toyoda, du meilleur acteur pour Hisaya Morishige ainsi que de la meilleure actrice pour Chikage Awashima[4]
- 1956 : prix Mainichi du meilleur acteur pour Hisaya Morishige et du meilleur scénario pour Toshio Yasumi (ja)[5]